# Peter Pan (pel·lícula del 1924)

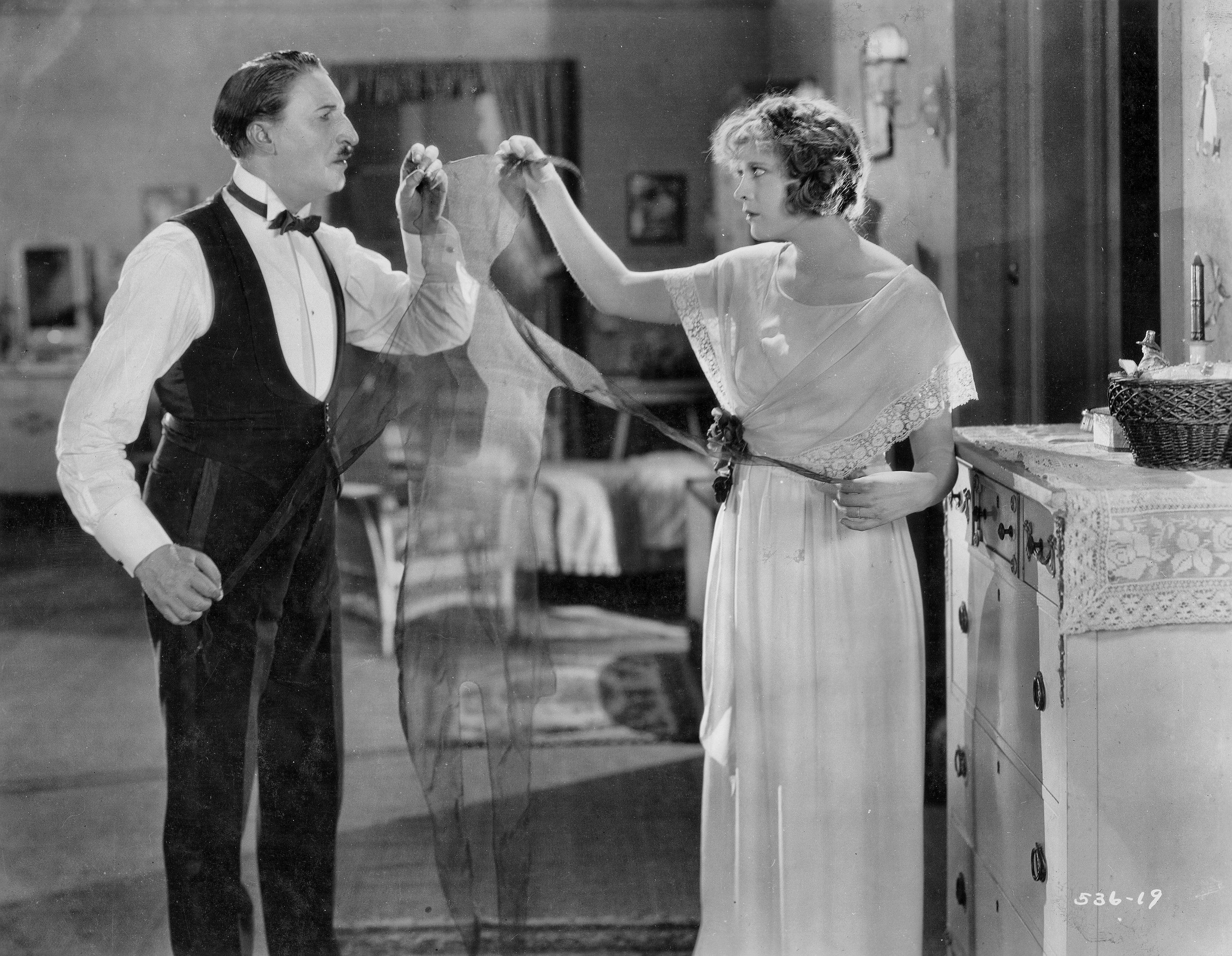
Cyril Chadwick i Esther Ralston en una escena de la pel·lícula

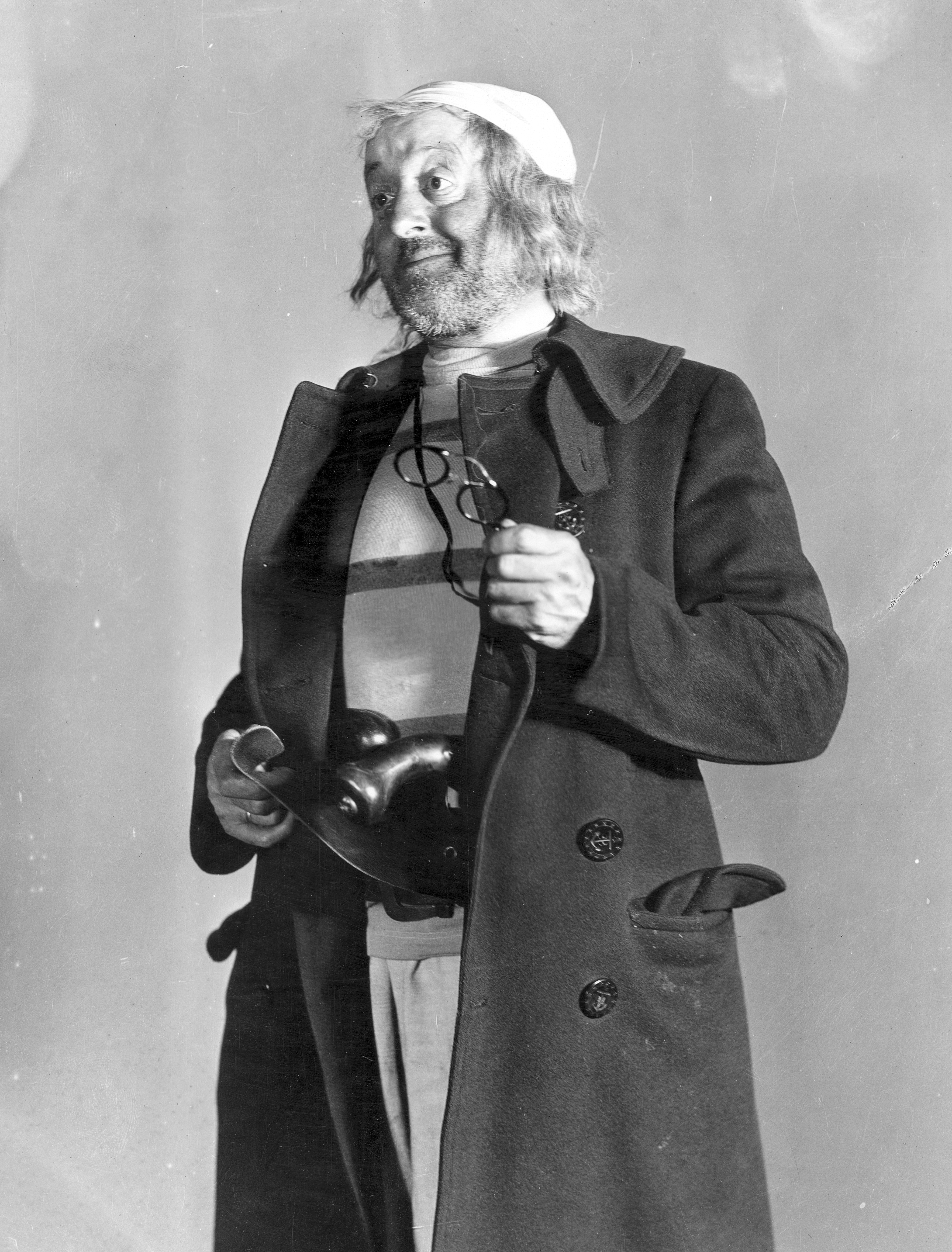
Edward Kipling com a Smee

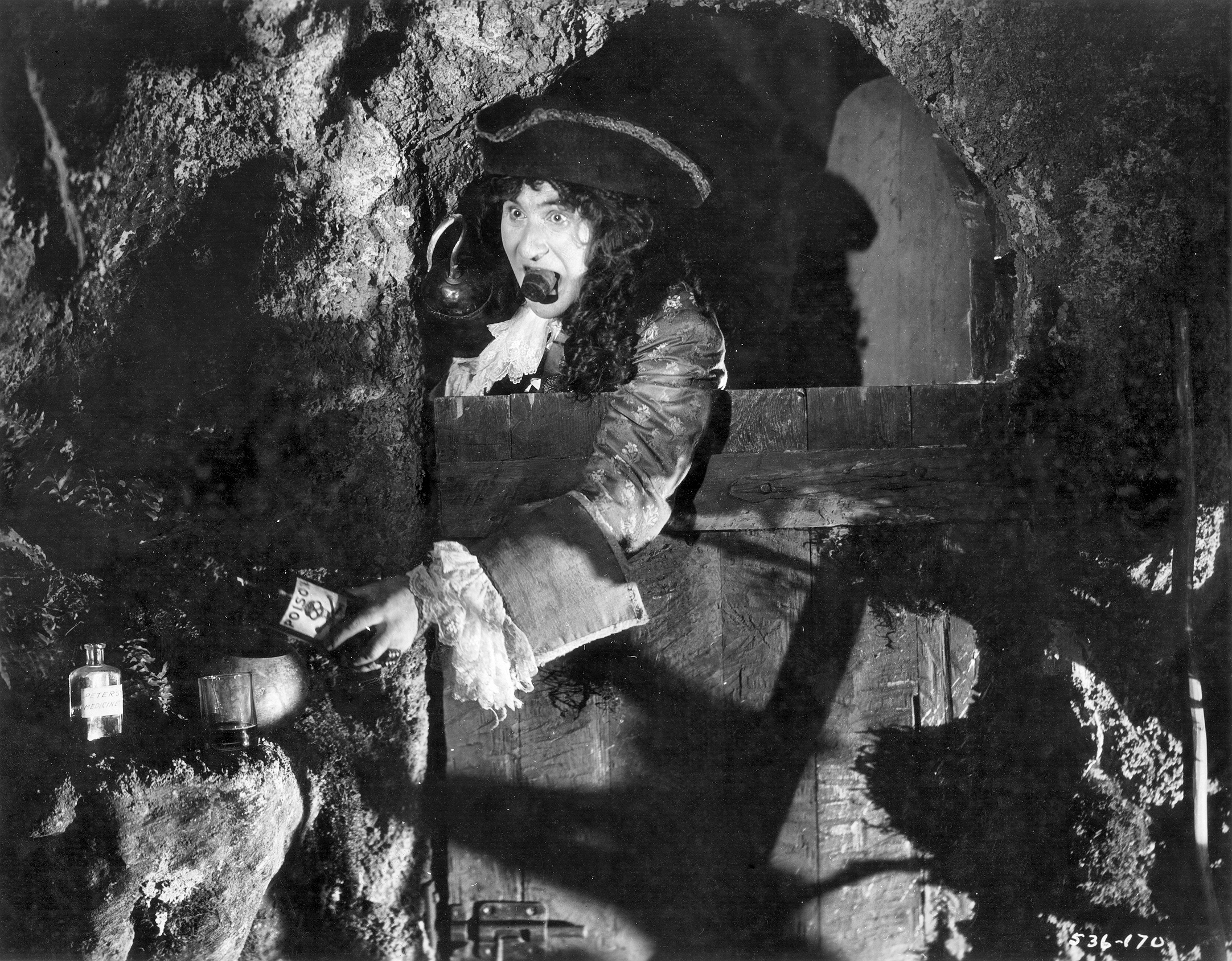
Ernest Torrence en el paper del capità Garfi

Peter Pan és una pel·lícula de l'any 1924 dirigida per Herbert Brenon i protagonitzada per Betty Bronson, Ernest Torrence i Mary Brian. El 2000, el National Film Registry de la Biblioteca del Congrés dels Estats Units la va seleccionar per a la seva preservació degut al seu interès cultural, històric o estètic.

## Argument
Londres, a finals del segle xix. A la llar dels Darling, els nens somien amb fantàstiques aventures. Wendy (Mary Brian) explica als seus germans petits, John (Jack Murphy) i Michael (Philippe De Lacy), les gestes de l'increïble Peter Pan. En caure la nit, quan els nens dormen, Peter Pan (Betty Bronson) i la petita fada Campaneta (Virginia Brown Faire) entren pel balcó del dormitori. Peter Pan convida els germans Darling a viatjar al fabulós País de Mai Més, un indret on els xiquets mai no creixen. Allà, hi viuen els indis, els Nens Perduts i els pirates del capità Garfi (Ernest Torrence).

## Repartiment
- Betty Bronson (Peter Pan)
- Mary Brian (Wendy Moira Angela Darling)
- Jack Murphy (John Napoleon Darling)
- Philippe De Lacy (Michael Nicholas Darling)
- Virginia Brown Faire (Campaneta)
- George Ali (Nana, el gos)
- Esther Ralston (Mrs. Darling)
- Cyril Chadwick (Mr. George Darling)
- Anna May Wong (Tigreta)

Els nens perduts:
- Mickey McBan (Slightly)
- George Crane, Jr. (Curly)
- Winston i Weston Doty (els bessons)
- Terence McMillan (Nibs)

Els pirates:
- Ernest Torrence (Capità James Hook)
- Lewis Morrison (cavaller Starkey)
- Edward Kipling (Smee)
- Ralph Yearsley (Cecco)
- Ed. Jones (Mullins)
- Percy Barbat (Noodler)
- Richard Frazier (el gegant Blackman)
- Maurice Cannon (Cookson)
- Robert E. Milasch (Kelt)
- Charles A. Stevenson (Jukes)

## Context històric i artístic
Aquesta pel·lícula és una petita meravella de l'era silent i una primera adaptació per al cine de la més cèlebre de les històries de James M. Barrie, escriptor escocès molt aferrat al món de la infantesa. El 1904, Barrie escriuria aquest relat de fantasia, aventures i il·lusions com a obra de teatre. Set anys més tard s'edità com a novel·la breu, el mateix autor n'extrauria un guió que mai no es va filmar. El projecte de fer-ne una pel·lícula seria reprès per Paramount Pictures el 1924, amb el cineasta irlandès Herbert Brenon al capdavant. Mitjançant distintes truculències visuals i mecàniques, apreses algunes de l'abracadabrant cinema de Georges Méliès, Brenon va conferir al conte un fluid cabal d'imaginació, màgia i encís. A mig camí entre la ingenuïtat artesana i l'obra d'art, són especialment encantadors el gran gos dels Darling i el ferotge cocodril de cartó pedra. Deliciosa com poques, aquesta pel·lícula presenta caràcters romàntics, assumeix la condició de llegenda foklòrica i allibera la idea del somni irreal del nen que no va voler créixer, precisament designat pels psicoanalistes com la síndrome de Peter Pan. Caracteritza teatralment el capità pirata Garfi l'actor Ernest Torrence, però el paper més agraït del film (per cert, refusat per Gloria Swanson i Mary Pickford) recau en Betty Bronson, que estimula l'ambigüitat d'un Peter Pan ja de per si asexuat.
L'any 1953, The Walt Disney Company produiria una molt popular adaptació en dibuixos animats (Peter Pan), mentre que el 1960 la televisiva NBC i l'actriu Mary Martin retornarien al singular personatge. Robin Williams, Dustin Hoffman i Julia Roberts com a Campaneta protagonitzarien Hook (Steven Spielberg, 1991). El 2003 arribaria l'introspectiu Peter Pan de P. J. Hogan i, a continuació, Descobrir el País de Mai Més (Marc Forster, 2004), sobre la figura de Barrie.

## Frases cèlebres
| « | "Campaneta, estimada Campaneta, t'estàs morint?... S'està morint! La seua llum s'afebleix per moments. Campaneta s'està morint. Parla tan baixet que amb prou feines sento el que diu. Diu que es posaria bé si els nens creguéssim en les fades. Hi creieu, nens?... Digueu ràpid que hi creieu! No deixeu que Campaneta es mori!" (Betty Bronson com a Peter Pan) | » |

| « | Michael Nicholas Darling: "Mare, mareta, a quina hora vaig néixer?" Mrs. Darling: "A les dotze en punt de la nit, rei meu." Michael Nicholas Darling: "Oh, mare, espero no haver-te despertat." | » |

| « | Peter Pan: "Oh, mare de Wendy, no vull créixer! No vull ésser President!" | » |

| « | Peter Pan: "Tingues només pensaments preciosos i meravellosos, i ells t'elevaran pels aires." | » |

| « | Wendy Darling: "Oh, Peter, sembles Napoleó." Peter Pan: "Sóc com ell: era petit també." | » |

## Curiositats
- Fou la primera versió cinematogràfica de la famosa obra de J. M. Barrie.[5]
- Gairebé tots els intertítols foren presos directament de l'obra de James Matthew Barrie.[5]
- Esther Ralston i Mary Brian, les quals interpreten mare i filla al film, només tenien tres anys i mig de diferència d'edat.[5]
- Paramount Pictures va trigar nou mesos a cercar una actriu per a interpretar el paper de Peter Pan: el contracte signat per James Matthew Barrie li atorgava el dret de vetar la candidata proposada si no era del seu gust i això es va perllongar fins que no va aprovar la llavors desconeguda Betty Bronson.[5]